# 1939–1940-es olasz labdarúgókupa
Az 1939–1940-es olasz labdarúgókupa az olasz kupa 7. kiírása. A kupát a Fiorentina nyerte meg a klub történetében először.

## Eredmények

### Első forduló
| 1. csapat               | Eredmény       | 2. csapat                   |
| ----------------------- | -------------- | --------------------------- |
| Fiumana                 | 6–0            | Ampelea Isola d'Istria      |
| Ponziana                | 5–0            | Grion Pola                  |
| San Donà                | 4–1            | Pordenone                   |
| Pro Gorizia             | 3–4 (hu.)      | C.R.D.A. Monfalcone         |
| Sacilese                | –1             | Treviso                     |
| Schio                   | 4–4 (hu.) 3–42 | Marzotto Valdagno           |
| Vicenza                 | 4–0            | Mestre                      |
| Trento                  | 1–1 (hu.) 0–22 | Audace San Michele Extra    |
| Mantova                 | 2–1            | Rovigo                      |
| Casalini Brescia        | 2–1            | Pirelli Milano-Bicocca      |
| Parma                   | 5–1            | Pavese "Luigi Belli"        |
| Piacenza                | 0–23           | Cremonese                   |
| Reggiana                | 2–0            | Redaelli Milano-Rogoredo    |
| Crema                   | 4–1            | Acciaierie Falck Sesto S.G. |
| Monza                   | 2–1            | Pro Ponte                   |
| Como                    | 3–2            | Seregno                     |
| Varese                  | 3–0            | Lecco                       |
| Ardens Bergamo          | 1–5            | Alfa Romeo Milano           |
| Cantù                   | 2–1            | Codogno                     |
| Caratese                | 2–1            | Cusano Milanino             |
| Pro Patria              | 2–3            | Legnano                     |
| Gallaratese             | 1–4            | Omegna                      |
| Biellese                | 5–0            | Juventus Domo               |
| Asti                    | 1–1 (hu.) –1   | Casale                      |
| Saviglianese            | 5–3            | Pinerolo                    |
| Savona                  | 3–1            | Cuneo                       |
| Acqui                   | –1             | Vado                        |
| Cavagnaro Genova-Sestri | 6–0            | Tigullia                    |
| Albingaunia Albenga     | 1–2            | Andrea Doria                |
| Pontedera               | 2–1            | Spezia                      |
| Entella                 | 2–1            | Littorio Genova-Rivarolo    |
| Carrarese               | 2–1            | Italo Gambacciani Empoli    |
| Prato                   | 4–1            | Signe                       |
| Grosseto                | 1–2            | Cecina                      |
| Arezzo                  | 1–3            | Sangiovannese               |
| Montevarchi             | 5–0            | Tiferno Città di Castello   |
| Ravenna                 | 6–1            | Baracca Lugo                |
| Forlì                   | 0–3            | Carpi                       |
| Rimini                  | 3–0            | Vis Pesaro                  |
| SPAL                    | 6–0            | Forlimpopoli                |
| Borzacchini Terni       | –1             | Jesi                        |
| Foligno                 | 3–1            | Gubbio                      |
| Alma Juventus Fano      | 3–0            | Ascoli                      |
| Sambenedettese          | 0–3            | Macerata                    |
| Orbetello               | 2–7            | M.A.T.E.R. Roma             |
| L'Aquila                | 0–1            | Supertessile Rieti          |
| Pescara                 | 4–0            | Giulianova                  |
| Dinasimaz Popoli        | 3–1            | Teramo                      |
| Savoia                  | 5–0            | Alba Trastevere             |
| Civitavecchia           | 2–1            | Bagnolese                   |
| Stabia                  | 2–1            | Sora                        |
| Baratta Battipaglia     | 1–0            | Potenza                     |
| Taranto                 | 1–4            | Salernitana                 |
| Molfetta                | 0–2            | Armando Diaz Bisceglie      |
| Lecce                   | 1–1 (hu.) 1–22 | Pro Italia Taranto          |
| Brindisi                | 5–1            | Foggia                      |
| Messina                 | 2–1            | Cosenza                     |
| Siracusa                | 1–1 (hu.) 0–02 | Agrigento                   |

1 - A Jesi, Sacilese, Vado és Asti visszalépett.

2 - Megismételt mérkőzés.

3 - Az olasz szövetség döntése alapján.

### Második forduló
A fordulóban csatlakozó csapatok: Cagliari, Juventus Siderno, Manfredonia, Pistoiese, Terranova, Valpolcevera.
| 1. csapat                  | Eredmény       | 2. csapat                |
| -------------------------- | -------------- | ------------------------ |
| Fiumana                    | 4–0            | Ponziana                 |
| C.R.D.A. Monfalcone        | 2–2 (hu.) 1–21 | San Donà                 |
| Treviso                    | 3–2            | Marzotto Valdagno        |
| Vicenza                    | 2–1            | Audace San Michele Extra |
| Mantova                    | 4–3 (hu.)      | Casalini Brescia         |
| Parma                      | 1–0 (hu.)      | Cremonese                |
| Reggiana                   | 3–2 (hu.)      | Crema                    |
| Monza                      | 2–1            | Como                     |
| Varese                     | 0–0 (hu.) 1–01 | Alfa Romeo Milano        |
| Caratese                   | 2–2 (hu.) 0–11 | Cantù                    |
| Legnano                    | 4–1            | Omegna                   |
| Biellese                   | 2–0            | Casale                   |
| Savona                     | 5–0            | Savigliano               |
| Cavagnaro Genova-Sestri P. | 3–2            | Acqui                    |
| Valpolcevera               | 2–0            | Andrea Doria             |
| Pistoiese                  | 0–1            | Pontedera                |
| Entella                    | 4–0            | Carrarese                |
| Prato                      | 8–0            | Cecina                   |
| Sangiovannese              | 2–0 (hu.)      | Montevarchi              |
| Carpi                      | 3–2            | Ravenna                  |
| SPAL                       | 2–3            | Rimini                   |
| Borzacchini Terni          | 2–0            | Foligno                  |
| Macerata                   | 1–0            | Alma Juventus Fano       |
| Supertessile Rieti         | 0–3            | M.A.T.E.R. Roma          |
| Pescara                    | 2–1 (hu.)      | Dinasimaz Popoli         |
| Savoia                     | 1–0            | Civitavecchia            |
| Stabia                     | 3–2            | Baratta Battipaglia      |
| Salernitana                | –2             | Juventus Siderno         |
| Armando Diaz Bisceglie     | 4–0            | Manfredonia              |
| Brindisi                   | 0–0 (hu.) 1–21 | Pro Italia Taranto       |
| Messina                    | 0–1            | Siracusa                 |
| Cagliari                   | 9–0            | Terranova                |

1 - Megismételt mérkőzés.

2 - A Juventus Siderno visszalépett.

### Harmadik forduló
| 1. csapat          | Eredmény       | 2. csapat                  |
| ------------------ | -------------- | -------------------------- |
| Fiumana            | 4–0            | San Donà                   |
| Vicenza            | 5–1            | Treviso                    |
| Reggiana           | 2–1            | Mantova                    |
| Parma              | 0–1 (hu.)      | Varese                     |
| Legnano            | 2–3            | Monza                      |
| Biellese           | 3–1            | Cantù                      |
| Entella            | 1–2            | Cavagnaro Genova-Sestri P. |
| Savona             | 2–0            | Valpolcevera               |
| Pontedera          | 1–0            | Prato                      |
| M.A.T.E.R. Roma    | 4–1            | Sangiovannese              |
| Rimini             | 1–3 (hu.)      | Carpi                      |
| Borzacchini Terni  | –1             | Cagliari                   |
| Pescara            | 2–2 (hu.) 0–62 | Macerata                   |
| Savoia             | 2–1 (hu.)      | Salernitana                |
| Pro Italia Taranto | 1–2            | Armando Diaz Bisceglie     |
| Stabia             | 1–2            | Siracusa                   |

1 - A Cagliari visszalépett.

2 - Megismételt mérkőzés.

#### Kvalifikáció a Serie B-ből
| 1. csapat | Eredmény | 2. csapat |
| --------- | -------- | --------- |
| Atalanta  | 4–2      | Udinese   |
| Padova    | 0–1      | Brescia   |

### Negyedik forduló
A fordulóban csatlakozó csapatok: Alessandria, Anconitana-Bianchi, Catania, Fanfulla, Livorno, Lucchese, Molinella, Palermo, Pisa, Pro Vercelli, Sanremese, Siena, Verona, Vigevano.
| 1. csapat                  | Eredmény       | 2. csapat              |
| -------------------------- | -------------- | ---------------------- |
| Fiumana                    | 1–0            | Verona                 |
| Vicenza                    | 4–2 (hu.)      | Monza                  |
| Reggiana                   | 4–0            | Vigevano               |
| Varese                     | 4–1            | Fanfulla               |
| Atalanta                   | 3–3 (hu.) 0–41 | Brescia                |
| Biellese                   | 5–4            | Pro Vercelli           |
| Cavagnaro Genova-Sestri P. | 2–1            | Sanremese              |
| Savona                     | 1–0            | Alessandria            |
| Carpi                      | 1–1 (hu.) 0–11 | Pontedera              |
| Lucchese                   | 0–1            | Livorno                |
| Catania                    | 5–2            | M.A.T.E.R. Roma        |
| Borzacchini Terni          | 0–1            | Siena                  |
| Macerata                   | 1–0 (hu.)      | Pisa                   |
| Anconitana-Bianchi         | 2–2 (hu.) 1–01 | Molinella              |
| Savoia                     | 2–1            | Armando Diaz Bisceglie |
| Siracusa                   | 1–0            | Palermo                |

1 - Megismételt mérkőzés.

### Ötödik forduló
A fordulóban csatlakozó csapatok: Ambrosiana-Inter, Bari, Bologna, Fiorentina, Genova 1893, Juventus, Lazio, Liguria, Milan, Modena, Napoli, Novara, Roma, Torino, Triestina, Venezia.
| 1. csapat          | Eredmény       | 2. csapat                  |
| ------------------ | -------------- | -------------------------- |
| Novara             | 0–2            | Milan                      |
| Fiorentina         | 7–1            | Cavagnaro Genova-Sestri P. |
| Triestina          | 1–2 (hu.)      | Lazio                      |
| Macerata           | 3–2            | Vicenza                    |
| Roma               | 6–1            | Pontedera                  |
| Biellese           | 0–3            | Juventus                   |
| Brescia            | 4–2            | Siracusa                   |
| Ambrosiana-Inter   | 1–2            | Torino                     |
| Anconitana-Bianchi | 1–3            | Modena                     |
| Venezia            | 2–1            | Varese                     |
| Savoia             | 1–3            | Napoli                     |
| Reggiana           | 1–2 (hu.)      | Genova 1893                |
| Siena              | 5–3            | Savona                     |
| Bari               | 2–0            | Catania                    |
| Fiumana            | 0–0 (hu.) 2–41 | Liguria                    |
| Bologna            | 3–1            | Livorno                    |

1 - Megismételt mérkőzés.

### Nyolcaddöntő
| 1. csapat | Eredmény       | 2. csapat   |
| --------- | -------------- | ----------- |
| Milan     | 1–1 (hu.) 0–51 | Fiorentina  |
| Lazio     | 2–0            | Macerata    |
| Juventus  | 3–1            | Roma        |
| Brescia   | 3–1            | Torino      |
| Modena    | 3–1            | Venezia     |
| Napoli    | 0–1            | Genova 1893 |
| Siena     | 0–2            | Bari        |
| Liguria   | 2–1            | Bologna     |

1 - Megismételt mérkőzés.

### Negyeddöntő
| 1. csapat  | Eredmény  | 2. csapat   |
| ---------- | --------- | ----------- |
| Fiorentina | 4–1       | Lazio       |
| Juventus   | 3–0       | Brescia     |
| Modena     | 1–2 (hu.) | Genova 1893 |
| Bari       | 2–0       | Liguria     |

### Elődöntő
| 1. csapat   | Eredmény | 2. csapat |
| ----------- | -------- | --------- |
| Fiorentina  | 3–0      | Juventus  |
| Genova 1893 | 2–0      | Bari      |

### Döntő
| 1940. június 16. |

| Fiorentina  | 1–0   | Genova 1893 |
| ----------- | ----- | ----------- |
| Celoria 26' | (1–0) |             |

| Stadio Artemio Franchi, Firenze Nézőszám: – Játékvezető: Rinaldo Barlassina |

| Az 1939–1940-es olasz labdarúgókupa győztese: |
| --------------------------------------------- |
| Fiorentina 1. cím                             |